# یواس‌اس اینتردیکتور (ای‌جی‌آر-۱۳)
یواس‌اس اینتردیکتور (ای‌جیآر-۱۳) (به انگلیسی: USS Interdictor (AGR-13)) یک کشتی بود که طول آن 441' بود. این کشتی در سال ۱۹۴۵ ساخته شد.